# Hinton Daubney
Hinton Daubney – osada w Anglii, w hrabstwie Hampshire. Leży 29 km na południowy wschód od miasta Winchester i 91 km na południowy zachód od Londynu.